# Береговая защита

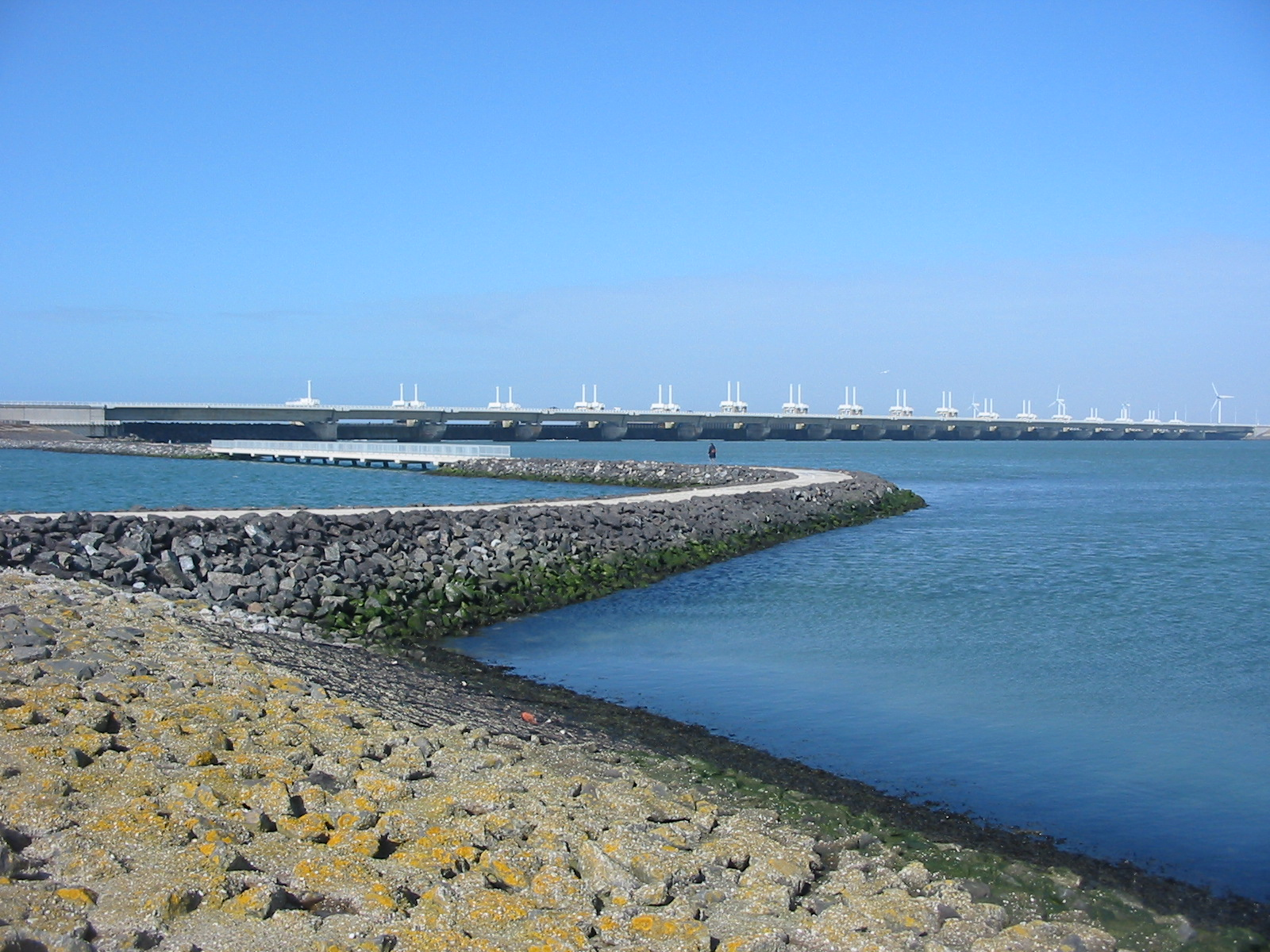
Морская дамба Остерсхельдекеринг в Нидерландах.

Береговая защита — защита от наводнений и эрозии, а также методы, которые позволяют делать землю устойчивой к водной эрозии.

## Методы

Есть пять основных стратегий в береговой защите:
- Бездействие — опасную зону временно покидают
- Организованное отступление или перестройка, когда признаются естественные процессы изменений и принимаются технические решения для создания нового рубежа береговой защиты на большем расстоянии
- Дамба вдоль береговой линии
- Движение в сторону моря — защитные сооружения в море, на расстоянии от берега, для защиты почвы от приливов и штормовых волн
- Ограниченное вмешательство — поднятие уровня земельных участков и домов, достаточное для того, чтобы справиться с наводнением
- Вблизи водных объектов применяются сваи  для возведения свайных берегоукрепительных инженерных сооружений (заграждений).
- В горной или холмистой местности применяются сваи  для усиления грунта путём возведения свайных противооползневых инженерных сооружений (заграждений), в основном чтобы обеспечить устойчивость потенциально оползневого склона с выраженной и обусловленной геологическим строением поверхностью скольжения, на котором сооружается или уже находится дорожная конструкция (автомобильная дорога, железная дорога и т. д.) либо строится тяжёлое сооружение, способное привести грунт в движение и, как следствие, обрушение всего склона[2][3].

## Строительные сооружения
- Волнолом
- Противонагонная дамба
- Откосная подпорная стенка[англ.]
- Больверк
- Каменная наброска[англ.]
- Габион
- Мол
- Стабилизация береговых клифов[англ.]
- Водоспуск

## Инженерные методы
- Восстановление пляжа[англ.] — добавление песка поверх существующего
- Закрепление песков
- Дренирование пляжа[англ.] — понижение уровня грунтовых вод вследствие чего происходит намыв[англ.] песка